# Moritz Schmidt (læge)
 For alternative betydninger, se Moritz Schmidt. (Se også artikler, som begynder med Moritz Schmidt)
Moritz Schmidt (15. marts 1838 i Frankfurt a. M. – 9. december 1907 sammesteds) var en tysk halslæge.
Schmidt virkede mange år som praktiserende læge, men gik mere og mere over til udelukkende at
beskæftige sig med halssygdomme og var en række af år en af Tysklands største autoriteter på
dette område, har blandt andet udgivet en i sin tid meget benyttet lærebog.
I egentlig videnskabelig henseende kom han dog aldrig til at indtage nogen førerstilling, omend hans energiske arbejde for behandlingen af strubetuberkulosen fik meget stor betydning; han var den første, der vovede at hævde muligheden af at kunne helbrede denne sygdom.
Schmidt var en af dem, som i San Remo konstaterede, at kejser Friedrichs halslidelse var kræft.